# Michael Creizenach
Michael Creizenach (geboren am 16. Mai 1789 in Mainz; gestorben am 5. August 1842 in Frankfurt am Main) war ein deutscher Pädagoge und Theologe.

## Leben
Michael Creizenach entstammte einer wohlhabenden und angesehenen Familie in Mainz. Ab 1805 besuchte er dort das französische Lyzeum, das er bereits nach zweieinhalb Jahren mit Auszeichnung verließ. Creizenach widmete sich besonders intensiv mathematischen Studien.
Unter dem philosophischen Einfluss der Enzyklopädisten, Immanuel Kants und Jean-Jacques Rousseaus gründete er 1813 in Mainz eine jüdische Schule, die zunächst von der jüdischen Gemeinde abgelehnt, später aber von ihr übernommen wurde. Creizenach entwickelte einen neuen gymnasialen Schultyp, indem er den Schwerpunkt des Lehrplanes von den alten Sprachen (Latein und Griechisch) auf die modernen Sprachen sowie Geschichte, Mathematik und die Naturwissenschaften verlagerte. Dieser didaktische Ansatz stieß auch außerhalb der jüdischen Gemeinde auf großes Interesse bei aufgeklärten Pädagogen und Schulverwaltungen.
Michael Creizenach veröffentlichte zahlreiche Lehrbücher, darunter Anfangsgründe der darstellenden Geometrie oder der Projektionslehre (1821), Abhandlung über den elften Euklidischen Grundsatz in Betreff der Parallellinien (1821), Anleitung zur höheren Zinsrechnung nebst Logarithmen-Tafeln (1825), Elementarlehre der technischen Geometrie: zum Gebrauche für Bürger- und Gewerbschulen (1829), und ein Französisches Lesebuch zum Gebrauch der Bürgerschulen (1825). 1824 gab er außerdem in Mainz die jüdische Zeitschrift Geist der pharisäischen Lehre heraus.
Am 22. September 1823 wurde Creizenach an der Universität Gießen zum Dr. phil. promoviert. 1825 wurde er als Prediger und Lehrer an die 1804 gegründete israelitische Realschule Philanthropin nach Frankfurt am Main berufen.
Michael Creizenach beschäftigte sich zeitlebens auch mit religiösen und politischen Fragen des Judentums. Als sein Hauptwerk gilt Schulchan Aruch, oder encyklopädische Darstellung des mosaischen Gesetzes (1833–1840, 4 Bände). Gegen ein antiemanzipatorisches Traktat des evangelischen Theologen Heinrich Eberhard Gottlob Paulus publizierte er 1831 Vorläufige Bemerkungen zu der von Dr. H. E. G. Paulus erschienenen Schrift unter dem Titel: Die jüdische Nationalabsonderung nach Ursprung, Folgen und Verbesserungsmitteln.
1831 wurde auf sein Betreiben eine städtische Realschule mit drei Klassen im Mainzer Welschnonnenkloster eröffnet, 1836 wurde diese erweitert und verstaatlicht zur großherzogliche Provinzrealschule. Ab 1848 erweiterte man die Schule auf 6 Klassen. Creizenach ist damit zum Vater der neuzeitlichen Schule in Mainz geworden.
Gemeinsam mit dem Historiker Isaak Markus Jost gab er 1841/1842 die Zeitschrift Zion in hebräischer Sprache heraus. Jost hielt bei der Beerdigung seines Freundes am 8. August 1842 die Grabrede.
Creizenach war neben Ludwig Börne, Berthold Auerbach, Isaak Markus Jost und Gabriel Riesser Mitglied der 1808 unter dem Grand Orient de France in Frankfurt am Main gegründeten Freimaurerloge L’Aurore naissante („Zur aufgehenden Morgenröte“), die vor allem Juden aufnahm. Sein Sohn Theodor Creizenach (1818–1877) war ein bedeutender deutscher Literaturhistoriker und Vater des Literaturwissenschaftlers Wilhelm Creizenach.